# 熊震球
熊震球（1931年2月3日—2020年12月25日），湖南長沙人，中華民國陸軍上士、警察。在金門戰役時擔任M5A1戰車射手，揭開戰事第一砲。

## 生平

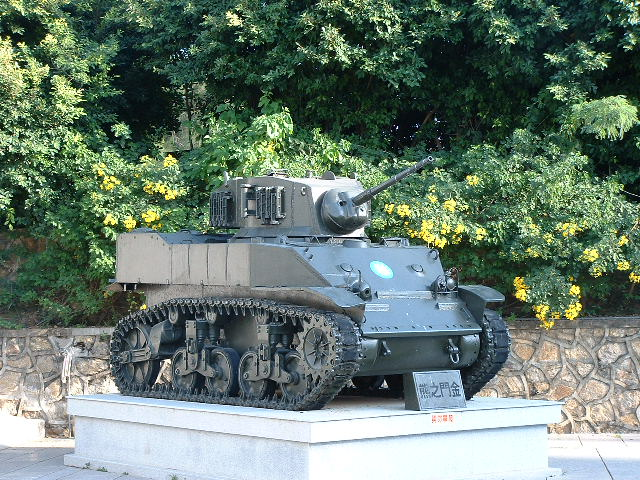
參與古寧頭戰役的國軍戰車「金門之熊」M5A1，編號66，在戰場上發射第一發戰車砲，給予準備登陸灘頭解放軍迎頭痛擊，也開啟國軍「台海第一戰」勝利序幕，陳列於古寧頭戰史館

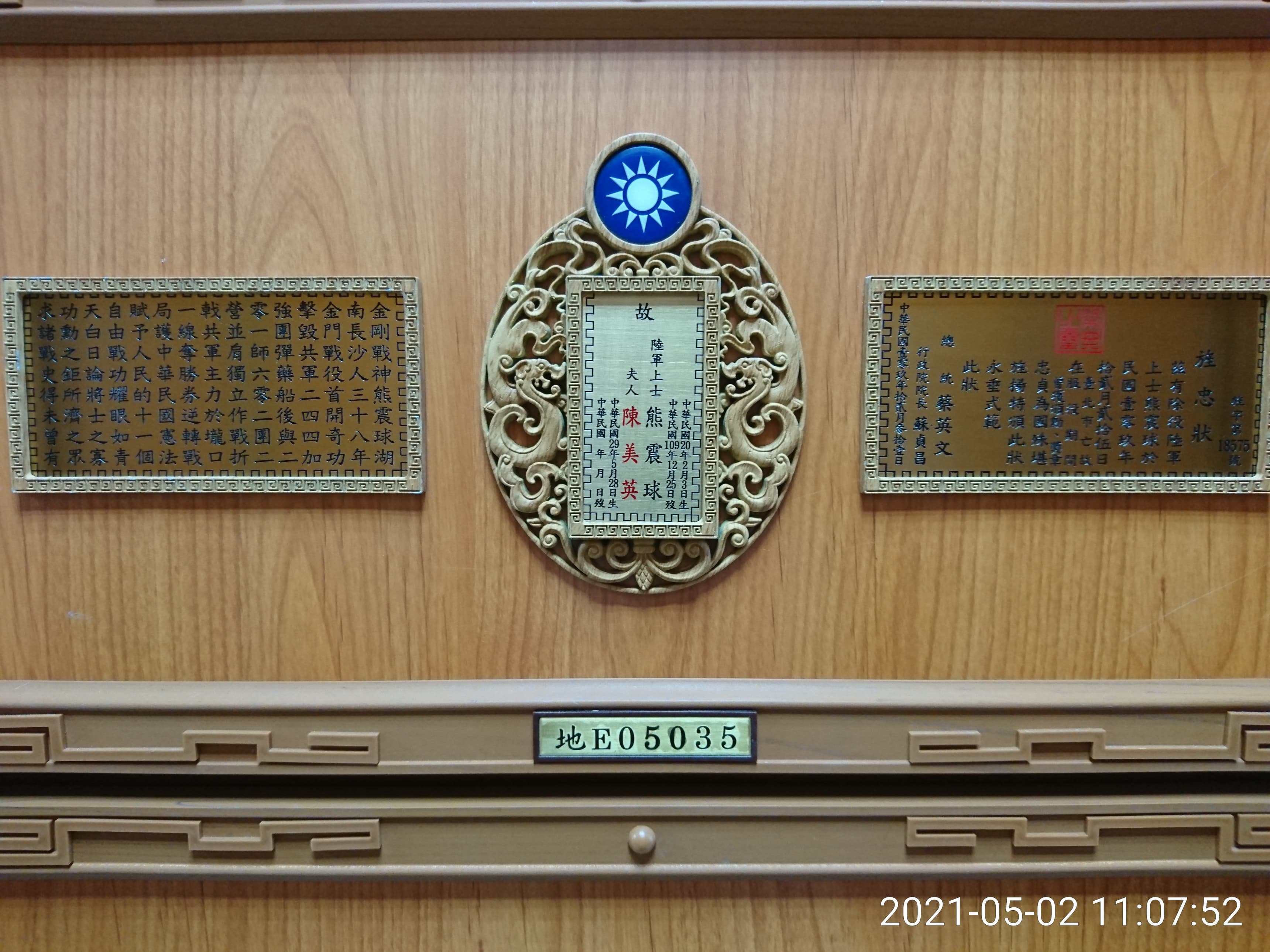
金門戰役英雄熊震球先生安厝於國軍示範公墓忠靈殿之龕位

### 從軍
熊震球的老家在湖南省長沙市青雲鄉經營裁縫店，他的父親因為被黃興看重，而受邀到廣州加入國民革命軍，之後曾在黃埔軍校擔任教官，熊震球是其父在湖北財政部工作時出生。對日抗戰勝利兩年後，熊震球的父母在接下來的兩年內接連逝世，此後因家族中問題，16歲的熊震球決定離家從軍。
1947年底，熊震球從軍校畢業。1948年初，熊震球在湖北漢口丹水池接受入伍訓練，結訓後分發到戰車團，擔任上士班長，並在年底奉命至上海接收M5A1戰車。1949年3月，隨國軍撤退來台。1949年8月，熊震球隨部隊移防金門。

### 金門戰役的第一砲
1949年10月24日下午，熊震球所屬的戰車第三連第一排在部隊實施協同演習結束的返營途中，編號66戰車因拋錨而滯留在觀音亭山下的戰備道路檢修，同排64號與65號戰車陪同警戒。當晚共軍由大小嶝島出發，航程1小時30分鐘，共軍早已針對此時的東北季風備有作戰計畫《大嶝直南，寧東勿西》，共軍主力244超級加強團、251團、246團一部，計畫在壠口突破，佔領雙乳山、乳山、觀音亭山諸高地，控制瓊林、沙尾。共軍除少數部隊外，均依作戰計畫準確登陸。約莫10月25日凌晨0時許，正值602團2營守軍衛兵換哨之際，2枚紅色信號彈出現在空中，66號戰車射手的熊震球在排長指示下快速上車接戰，熊震球登車後在旋轉砲塔指向海面時，因艙內位置變換而直接使用了穿甲彈，在倉促之中擊發，揭開了金門戰役的第一砲，也恰巧擊中共軍244團彈藥船造成劇烈爆炸，首開奇功。小溪口以東守軍201師602團相繼應戰，觀音亭山下的戰鬥被國軍視為贏得戰役的關鍵之一，凌晨4點30分，第一排排長，66號戰車車長 揚展受命率64、65號戰車增援觀音亭山；壠口的下半場戰鬥，只剩下66號戰車駕駛 唐再坤上士、射手熊震球上士，和未及撤離之技工、預備兵獨立應戰。201師602團2營準備後撤之際，見66號戰車決心死守防線，2營派第5連連長鄭厚庭，聯繫66號戰車，準備規復2營碉堡。此役，2營營長徐述重傷、第5連連長 鄭厚庭 陣亡、2排排長蔣柏林陣亡，而第5連參戰官兵120人，除陣亡負傷外，餘40人，傷亡慘重，殘餘共軍主力部隊沿海岸線向金西潰散。直至清晨8時許，戰一連通過壠口戰場前，並無任何機動預備隊增援，66號戰車與201師602團2營並肩獨立作戰，讓勝券在握的共軍主力，折戟觀音亭山一線，逆轉戰局，為金門戰役打下必勝的基礎。此役，戰三連第一排66號戰車副駕駛曾紹林陣亡。戰車修復後，熊震球亦曾轉戰共軍位於北山洋樓的指揮所。
金門戰役結束後，編號66的M5A1戰車被譽為金門之熊，在返回台灣後於台中報廢拆除，現展示於古寧頭戰史館廣場上的戰車非參戰車輛，其塗裝亦非金門戰役作戰時之外觀，熊震球與其他戰車排裝甲兵的畫像也被展示在金門嚨口的安東一營區中。

### 退伍之後
1950年6月，熊震球隨部隊移防臺灣；1958年，調任戰三營第七連車長。1960年12月1日，因生涯規劃以陸軍上士退伍，轉任臺灣省警務處直屬警察大隊裝甲車中隊，1964年5月2日派任裝甲車中隊安全組副組長，1964年8月委任裝甲車中隊小隊長，退休獲頒二等服務獎章，獎章編號21815號及內政部頒發三等三級警察獎章，獎章編號13838號。
熊震球晚年經常回到金門悼念袍澤。
2020年12月25日，熊震球於家中離世。2020年12月30日國防部追贈中華民國陸軍虎賁乙種獎章，2020年12月31日總統蔡英文頒發旌字第18575號旌忠狀，2021年1月12日，於台北市立第二殯儀館舉行公祭，中華民國總統蔡英文、前總統馬英九、國防部長嚴德發、前國防部長高華柱等人皆前往致祭，蔡英文亦向熊震球頒發褒揚令，並由其子代表接受。
總統蔡英文頒發褒揚令，原文如下：

前陸軍裝甲兵第二師戰車第三營第七連上士車長熊震球，沉毅果勁，敦貞愷直。少歲強鄰入侵，狼煙遍野，爰決意從戎匡邦，耽習戰技，壯志昂揚，磨礪以須。赤氛禍起，遭遇共軍大舉進犯金門，「古寧頭戰役」序幕揭開，悍銳擊射首枚砲彈，攔截指揮船艇威逼；遏阻匪寇灘頭頑抗，激奮同袍備防士氣，擐甲操戈，摧堅陷圍；宵旰蕩攘，振旅奏捷，誠迺確保國家生存發展關鍵一役。嗣投身效力警界，悉心地方治安維護，踐履社會濟助扶持，精勤慎勉，敬業有聲。曾獲頒中華民國保衛臺灣紀念章暨追贈虎賁乙種獎章等殊榮。綜其生平，勇作捍禦臺海屏障之前鋒，誓為戍衛臺澎金馬之干城，亮藎英範，青史聿昭。遽聞鶴齡凋落，悼惜良殷，應予明令褒揚，用示政府篤念忠固之至意。

總　　　統　蔡英文　　　　

行政院院長　蘇貞昌　　　　

公祭後，熊震球遺體火化，家屬將骨灰安厝於國軍示範公墓的國軍忠靈殿。

## 軼事
熊震球逝世前，曾向其忘年之交劉文孝透露，當年因其父母過世後田產遭家族搶奪，為了拿槍報仇而決定從軍，並認為此事有損國軍威嚴，必須在他去世之後才能說。